# 서천 마량리 동백나무 숲
서천 마량리 동백나무 숲(舒川 馬梁里 冬柏나무 숲)은 대한민국 충청남도 서천군에 위치한 숲으로 대한민국의 천연기념물이다.